# Debed (rivier)
De Debed (Armeens: Դեբեդ) is een river die door Armenië en Georgië stroomt. De rivier mondt uit in de Koera.